# 1926 na ciência

## Eventos
- 12 de Maio - Roald Amundsen sobrevoa o Pólo Norte no dirigível Norge.
- Erwin Schrödinger propõe a equação de Schrödinger, que provê a base matemática para o modelo de onda da estrutura atômica.[1]

## Nascimentos
| Data           | Nome                          | Profissão                            | Nacionalidade                    | Observações                                                                    | Ref               |
| -------------- | ----------------------------- | ------------------------------------ | -------------------------------- | ------------------------------------------------------------------------------ | ----------------- |
| 8 de janeiro   | Norman Geschwind              | neurologista                         | Estados Unidos                   | m. 1984                                                                        |                   |
| 29 de janeiro  | Abdus Salam                   | físico                               | Reino Unido (Paquistão)          | m. 1996 Nobel da Física 1979 Medalha de Ouro Lomonossov 1983 Medalha Real 1978 | [ 2 ] [ 3 ] [ 4 ] |
| 7 de fevereiro | Konstantin Feoktistov         | cosmonauta e engenheiro espacial     | União Soviética                  | m. 2009                                                                        |                   |
| 2 de março     | Murray Newton Rothbard        | teórico político e economista        | Estados Unidos                   | m. 1995                                                                        |                   |
| 2 de março     | George Patrick Leonard Walker | mineralogista e vulcanólogo          | Reino Unido · (Irlanda do Norte) | m. 2005 Medalha Lyell 1982 Medalha Thorarinsson 1989 Medalha Wollaston 1995    | [ 5 ] [ 6 ]       |
| 22 de março    | Ivo Babuška                   | matemático                           | Checoslováquia                   | Prémio George David Birkhoff 1994                                              |                   |
| 3 de abril     | Virgil I. Grissom             | astronauta                           | Estados Unidos                   | m. 1967                                                                        |                   |
| 1 de maio      | Peter Lax                     | matemático                           | Hungria                          | Prémio Abel 2005 Prémio Chauvenet 1974                                         | [ 7 ]             |
| 8 de maio      | David Attenborough            | naturalista                          | Reino Unido                      |                                                                                |                   |
| 31 de maio     | John George Kemeny            | cientista de computação              | Hungria / Estados Unidos         | m. 1992                                                                        |                   |
| 30 de junho    | Paul Berg                     | químico                              | Estados Unidos                   | Nobel da Química 1980 Prémio Albert Lasker de Pesquisa Médica Básica 1980      | [ 8 ] [ 9 ]       |
| 1 de julho     | Fernando Corbató              | cientista de computação              | Estados Unidos                   | Prémio Turing 1990                                                             | [ 10 ]            |
| 9 de julho     | Ben Roy Mottelson             | físico                               | Estados Unidos                   | Nobel da Física 1975                                                           | [ 2 ]             |
| 12 de julho    | Carl Adam Petri               | matemático e cientista de computação | Alemanha                         |                                                                                |                   |
| 12 de julho    | Martin Bott                   | geólogo                              | Inglaterra                       | Medalha Wollaston 1992                                                         | [ 6 ]             |
| 16 de julho    | Irwin Rose                    | bioquímico                           | Estados Unidos                   | Nobel da Química 2004                                                          | [ 8 ]             |
| 31 de julho    | Hilary Putnam                 | filósofo                             | Estados Unidos                   |                                                                                |                   |
| 11 de agosto   | Aaron Klug                    | químico                              | Lituânia                         | Nobel da Química 1982                                                          | [ 8 ]             |
| 23 de agosto   | Clifford Geertz               | antropólogo                          | Estados Unidos                   | m. 2006                                                                        |                   |
| 27 de agosto   | Kristen Nygaard               | matemático e cientista de computação | Noruega                          | m. 2002 Prémio Turing 2001                                                     | [ 10 ]            |
| 4 de setembro  | George William Gray           | químico                              | Reino Unido                      |                                                                                |                   |
| 14 de setembro | Hans-Joachim Bremermann       | matemático, biofísico                | Alemanha                         | m. 1996                                                                        |                   |
| 15 de setembro | Jean-Pierre Serre             | matemático                           | França                           | Medalha Fields 1954 Prémio Abel 2003 Prémio Leroy P. Steele 1995               | [ 11 ] [ 12 ]     |
| 19 de setembro | Masatoshi Koshiba             | físico                               | Japão                            | Nobel da Física 2002                                                           | [ 2 ]             |
| 21 de setembro | Donald Arthur Glaser          | físico                               | Estados Unidos                   | Nobel da Física 1960                                                           | [ 2 ]             |
| 25 de setembro | Anthony Stafford Beer         | matemático e informático             | Reino Unido                      | m. 2002                                                                        |                   |
| 15 de outubro  | Michel Foucault               | filósofo                             | França                           | m. 1984                                                                        |                   |
| 8 de novembro  | Jean Aicardi                  | neurologista                         | França                           |                                                                                |                   |
| 24 de novembro | Tsung-Dao Lee                 | físico                               | China                            | Nobel da Física 1957                                                           | [ 2 ]             |
| 9 de dezembro  | Henry Way Kendall             | físico                               | Estados Unidos                   | m. 1999 Nobel da Física 1990                                                   | [ 2 ]             |
| ??             | Nunjo Finkel                  | neurologista                         | Brasil                           | m. 1992                                                                        |                   |

## Mortes
| Data            | Nome                           | Profissão                               | Nacionalidade                              | Observações                                           | Ref                 |
| --------------- | ------------------------------ | --------------------------------------- | ------------------------------------------ | ----------------------------------------------------- | ------------------- |
| 21 de janeiro   | Camillo Golgi                  | médico e histologista                   | Itália                                     | n. 1843 Nobel de Fisiologia ou Medicina 1906          | [ 13 ]              |
| 27 de janeiro   | Louis Georges Gouy             | físico                                  | França                                     | n. 1854                                               |                     |
| 29 de janeiro   | Benjamin Neeve Peach           | geólogo                                 | Reino Unido da Grã-Bretanha e Irlanda      | n. 1842 Medalha Murchison 1899 Medalha Wollaston 1921 | [ 14 ] [ 15 ] [ 6 ] |
| 21 de fevereiro | Heike Kamerlingh Onnes         | físico                                  | Países Baixos                              | n. 1853 Nobel da Física 1913 Medalha Rumford 1912     | [ 2 ] [ 16 ]        |
| 30 de março     | Narcisse Théophile Patouillard | farmacêutico e micologista              | França                                     | n. 1854                                               |                     |
| 30 de maio      | Vladimir Steklov               | matemático                              | União Soviética                            | n. 1864                                               |                     |
| 23 de julho     | Francisco Afonso Chaves        | naturalista, geofísico e meteorologista | Reino Unido de Portugal, Brasil e Algarves | n. 1857                                               |                     |
| 9 de outubro    | George William Lamplugh        | geólogo                                 | Reino Unido da Grã-Bretanha e Irlanda      | n. 1859 Medalha Bigsby 1901 Medalha Wollaston 1925    | [ 17 ] [ 6 ]        |

## Prémios

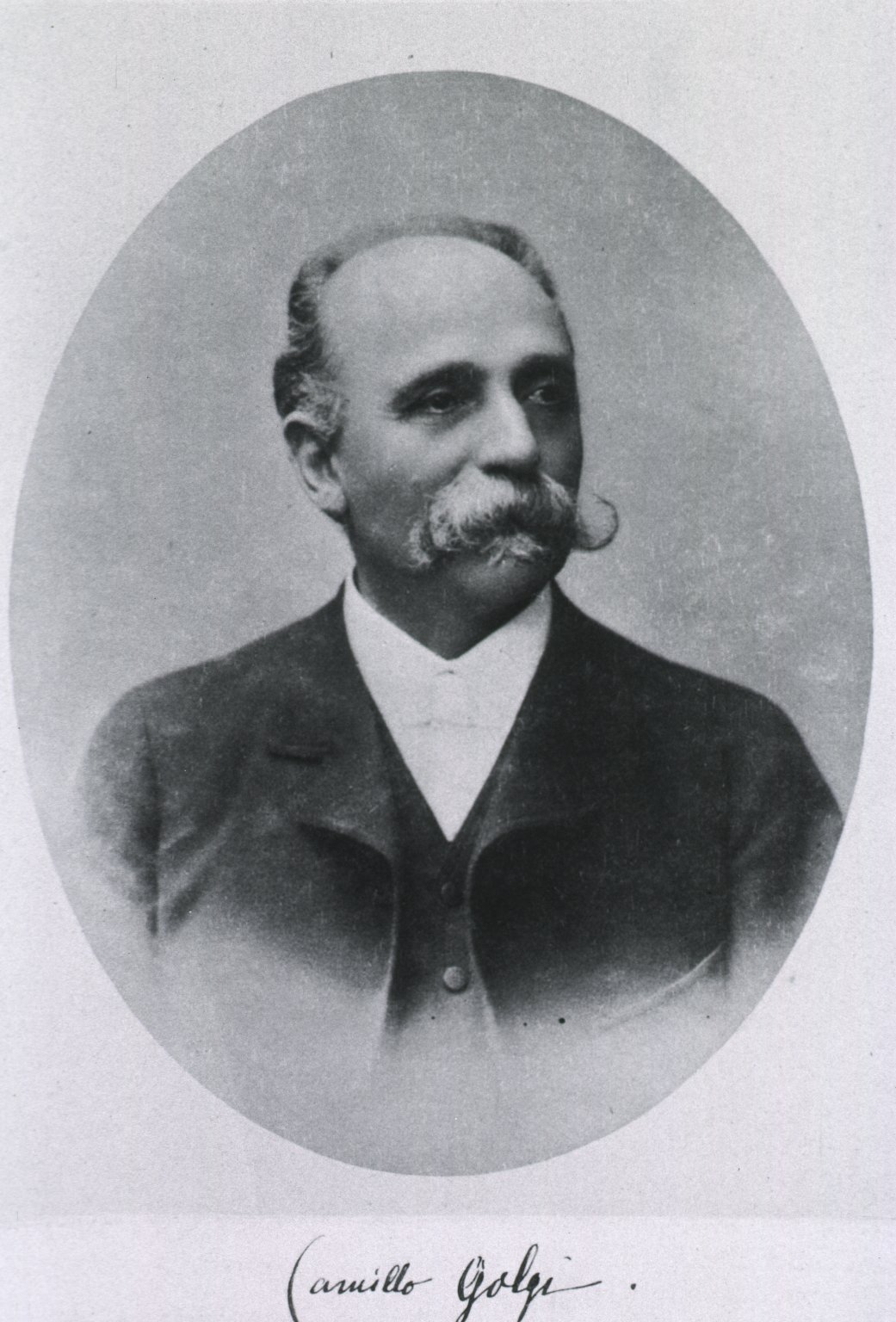
Camillo Golgi (1843-1926)

### Medalha Bruce
- Robert Grant Aitken[18]

### Medalha Copley
- Frederick Gowland Hopkins[19]

### Medalha Darwin
- Dukinfield Henry Scott[20]

### Medalha Davy
- James Walker[21]

### Medalha de Honra IEEE
- Greenleaf Whittier Pickard[22]

### Medalha Hughes
- Henry Jackson[23]

### Medalha Lyell
- Owen Thomas Jones[5]

### Medalha Matteucci
- Enrico Fermi[24]

### Medalha De Morgan
- A. E. H. Love[25]

### Medalha Murchison
- William Savage Boulton[15]

### Medalha de Ouro da Royal Astronomical Society
- John Herschel[26], James South[26] e Wilhelm Struve[26]

### Medalha Real
- Archibald Vivian Hill[4] e William Bate Hardy[4]

### Medalha Rumford
- Arthur Schuster[16]

### Medalha Wollaston
- Henry Fairfield Osborn[6]

### Prémio Nobel
- Física - Jean Baptiste Perrin[2].
- Química - Theodor Svedberg[8].
- Medicina - Johannes Fibiger[13].

### Prémio Rumford
- Arthur Holly Compton[27]